# Консерватория Хоха
Консерватория Хоха (нем. Dr. Hoch’s Konservatorium, Hoch’sches Konservatorium) — консерватория во Франкфурте-на-Майне, основанная в 1878 году на средства в размере 1 000 000 немецких марок, оставленные на создание в городе высшего музыкального учебного заведения франкфуртским юристом и предпринимателем Йозефом Хохом (нем. Joseph Hoch; 1815—1874).
Первым руководителем консерватории стал композитор Иоахим Рафф, один из наиболее популярных авторов своего времени. В раннем педагогическом коллективе Рафф попытался соединить поклонников новой немецкой музыки (вроде Иосифа Рубинштейна, верного адепта Рихарда Вагнера) и сторонников более традиционной и умеренной школы (начиная с Клары Шуман).
На протяжении 60 лет Консерватория Хоха была основным музыкальным учебным заведением во Франкфурте. В 1928 году, как считается, венгерский музыкант Матьяш Шейбер прочитал в Консерватории Хоха первый в Европе академический курс по джазу. В 1938 году на её основе была создана (государственная) Высшая школа музыки. В 1947 году Консерватория Хоха была открыта вновь как учебное заведение более младшего статуса, однако сегодня в ней можно получить высшее образование в области музыкальной педагогики и по основным музыкальным специальностям. С 2012 года в Консерватории можно получить квалификацию бакалавра. В консерватории Хоха обучается около 1000 студентов.
Национальный банк ФРГ в 1990 году выпустил купюру в 100 немецких марок, посвящённую Консерватории Хоха: на одной стороне было изображено её последнее предвоенное здание (разрушенное во время Второй мировой войны), на другой — портрет Клары Шуман, преподававшей в консерватории в 1878—1892 гг.

## Директора консерватории
- 1878—1882: Йозеф Иоахим Рафф
- 1883—1908: Бернхард Шольц
- 1908—1916: Иван Кнорр
- 1916—1923: Вальдемар фон Баусснерн
- 1924—1933: Бернхард Секлес
- 1933—1936: Бертиль Ветцельсбергер
- 1936—1944: Герман Рёйттер
- 1950—1954: Вальтер Дэвиссон
- 1954—1958: Хельмут Вальха, Эрих Флинш, Густав Ленцевски
- 1958—1973: Филипп Молер
- 1973—1977: Клаус Фольк
- 1977—1979: Ханс Дитер Реш, Алоис Коттман
- 1979—2007: Франк Штеле
- 2007—2008: Вернер Вильде (временный директор)
- 2008—2018: Марио Лиепе
- 2018—2022: Кристиан Хайниш, Каролина Прассель, Карин Франке-Андре (директорат)
- с 2022 года: Фабиан Рисер, Каролина Прассель, Карин Франке-Андре (директорат)

## Известные преподаватели
- Хуго Беккер
- Энгельберт Гумпердинк
- Маргарете Дессофф
- Джеймс Кваст
- Бернхард Коссман
- Адольф Ребнер
- Людвиг Ротенберг
- Ладзаро Уциелли
- Карл Фридберг
- Мария Ганфштенгль
- Хуго Хеерман
- Альфред Хён
- Курт Хессенберг
- Герман Цильхер
- Юлиус Штокхаузен
- Клара Шуман

## Известные студенты и выпускники
- Эрнест Блох
- Вальтер Браунфельс
- Борис Гамбург
- Перси Грейнджер
- Отто Клемперер
- Тиана Лемниц
- Эдуард Макдауэлл
- Ханс Пфицнер
- Сирил Скотт
- Пауль Хиндемит